# Lotus Seven

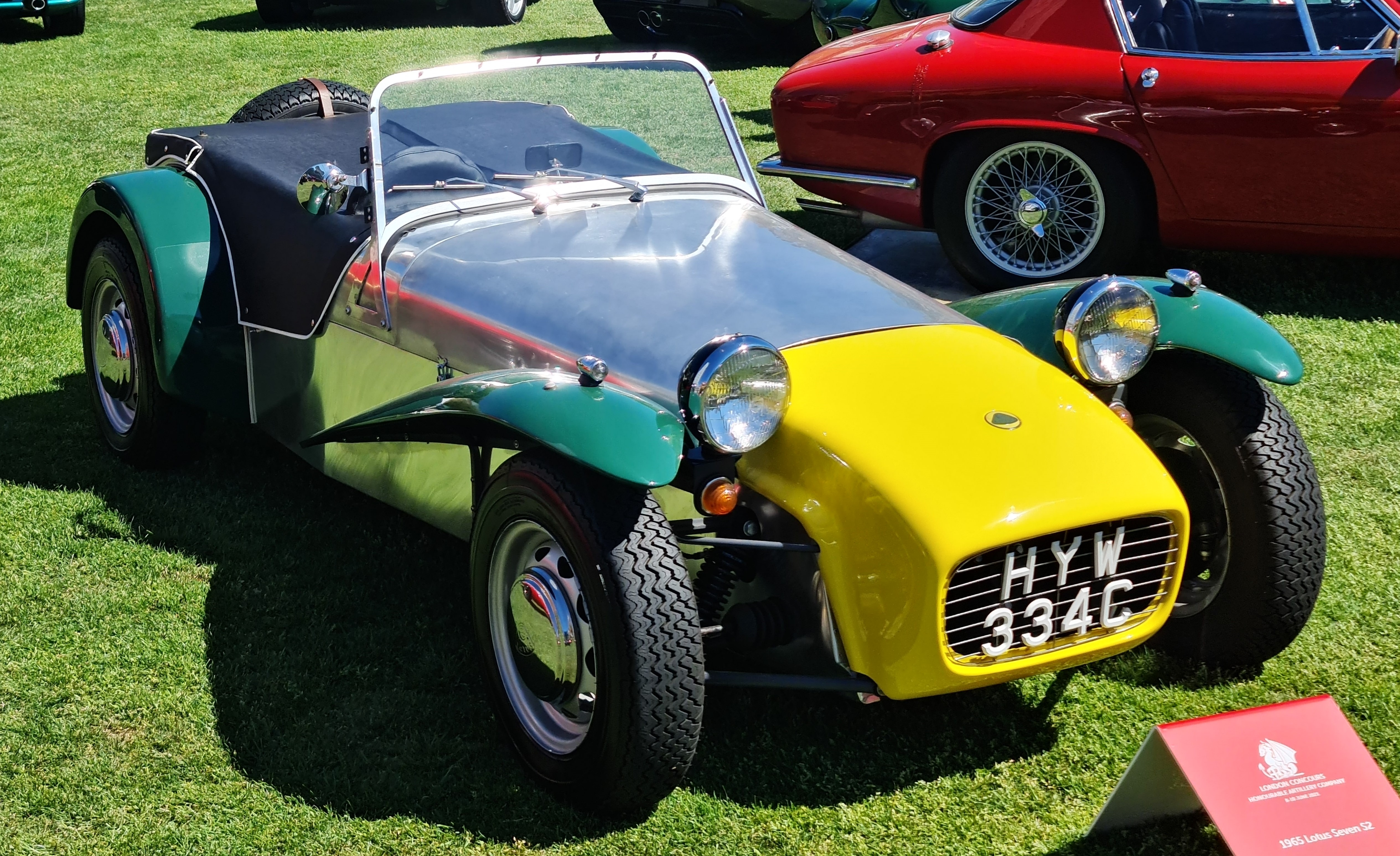
En Lotus Seven Serie 2.

Lotus Seven, brittisk sportbil. Under utvecklingsarbetet stod låg vikt och god väghållning i fokus. Med åren kom den att vidareutvecklas, och modellen tillverkades i fyra olika utföranden, kallade Serie 1 - Serie 4.
I och med Seven, som presenterades 1957 tog Lotus flera steg framåt i utveckling, bort från de klumpiga chassina från Austin Seven och mot sitt eget rörramschassi. Tillsammans med en trimmad Ford-motor, genomarbetad fjädring och en lätt kaross av aluminium dominerade Seven klassen Formula 1172 under flera år. Seven var den naturliga vidareutvecklingen av Lotus Six. Den var slankare och hade en mer sofistikerad fjädring. 
Seven Serie 2 var billigare, enklare och svagare. 
Seven Serie 3 fick istället skivbromsar fram och modernare styrning från Triumph Herald bland annat. Detta är den klassiska modellen som Caterham övertog 1974, se Caterham Seven. 
Seven Serie 4 utnyttjade beach-buggy trenden i början på 1970-talet och sålde bra.

## Plagiaten

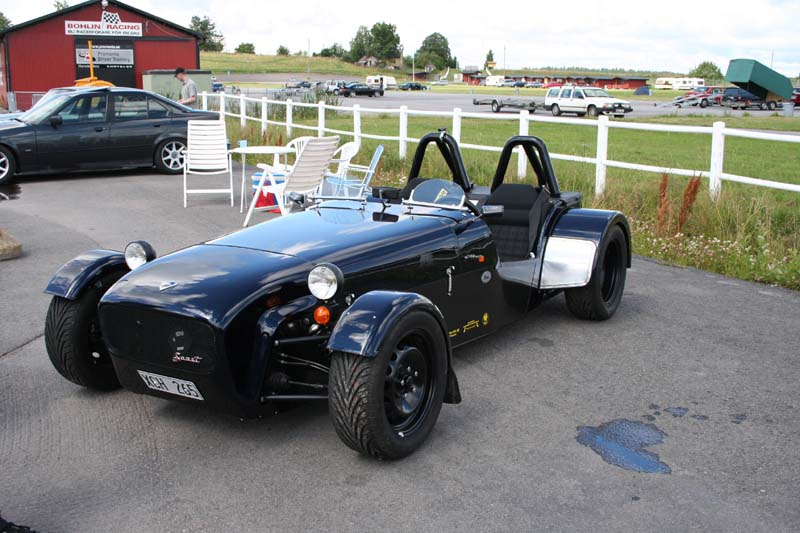
Dala7, som är mycket bredare än andra Seveninspirerade bilar.

Lotus Seven är förmodligen världshistoriens mest plagierade bil. Den enda tillverkare som har rätt att tillverka bilar med namnet "Seven" är Caterham. Många andra har tillverkat byggsatsbilar, kit cars, som är antingen rena kopior av Lotus och Caterhams bilar, eller inspirerade av dessa. Dessa bilar är, om de godkänts för trafik i Sverige, registrerade som amatörbyggt fordon.
Exempel på sådana tillverkare:
- Donkervoort
- ESTfield
- Esther
- Locost
- Locust
- Westfield Sportscars
- Pegasus
- Dala7
- MK Indy